# HD 167257
HD 167257 är en ensam stjärna belägen i den mellersta delen av stjärnbilden Kikaren. Den har en skenbar magnitud av ca 6,06 och är mycket svagt synlig för blotta ögat där ljusföroreningar ej förekommer. Baserat på parallaxmätning inom Hipparcosuppdraget på ca 8,2 mas, beräknas den befinna sig på ett avstånd på ca 400 ljusår (ca 122 parsek) från solen. Den rör sig närmare solen med en heliocentrisk radialhastighet på ca -5 km/s.

## Egenskaper
HD 167257 är en blå till vit stjärna i huvudserien av spektralklass B9 V, som till sist sannolikt kommer att utvecklas till en kol-syre-stjärna i form av en vit dvärg. Den har en massa som är ca 3,3 solmassor, en radie som är ca 2,7 solradier och har ca 65 gånger solens utstrålning av energi från dess fotosfär vid en effektiv temperatur av ca 11 000 K.